# 联合国经济及社会理事会
联合国经济及社会理事会（英語：United Nations Economic and Social Council），简称经社理事会（ECOSOC），是联合国六个主要机构之一，由已故印度外交官阿科·拉马萨米·穆达利亚创立，它的任务是协助联合国大会促进国际经济和社会合作和发展。经济及社会理事会共有54个理事国，每年由联合国大会选举其中18个，任期三年。

## 改革
时期内经济及社会理事会只是一个讨论机构，它几乎没有任何采取行动的权利，许多成员国认为其作用无些国家开始加强经济及社会理事会在经济、社会以及相关事物，尤其发展事物的责任和权利。
这些改革的结果是经济及社会理事会现在对联合国发展项目以及对联合国开发计划署、联合国人口基金会和联合国儿童基金会等机关有监督和设定政策的责任。除此之外它在一些交叉领域内，如麻醉剂控制、人权、克服饥饿和克服艾滋病等有协调各个机关行动的作用。
这个改革的一个成果是联合国发展机构在克服天灾人祸时动作更加一致。
经济及社会理事会决定的一个例子是1994年决定建立一个联合国克服艾滋病的项目。这个项目将联合国现有的有关的资源和经验如世界卫生组织、联合国儿童基金会、联合国开发计划署、联合国人口基金会、联合国教育、科学及文化组织和世界银行联合起来，加强和统一各机关和各成员国对艾滋病的行动。这个项目从1996年1月开始运行。

## 成员国
| 任期      | 非洲国家                                  | 亚洲及太平洋国家         | 东欧国家              | 拉美及加勒比国家                | 西欧及其他国家                             |
| --------- | ----------------------------------------- | ------------------------ | --------------------- | ------------------------------- | ------------------------------------------ |
| 2025~2027 | 阿尔及利亚 南非 坦桑尼亚                  | 沙烏地阿拉伯 斯里蘭卡    | 亞美尼亞              | 安地卡及巴布達 墨西哥           | 奥地利 加拿大 芬兰 義大利 荷蘭 瑞士        |
| 2024~2026 | · 毛里塔尼亚 · 尼日尔 · 塞内加尔 · 尚比亞 | 日本 · 尼泊尔 · 巴基斯坦 | 波蘭 · （空缺）       | 海地 · 巴拉圭 · 苏里南 · 乌拉圭 | 法國 · 列支敦斯登 · 西班牙 · 土耳其 · 英国 |
| 2023~2025 | · 喀麦隆 · 赤道几内亚                     | 中国 · 大韓民國          | 斯洛伐克 · 斯洛維尼亞 | 巴西 · 哥伦比亚 ·               | 瑞典                                       |
| 总数：54  | 14                                        | 11                       | 5（1席位空缺）        | 10                              | 13                                         |

## 附属机构

### 职能委员会
- 妇女地位委员会
- 科学和技术促进发展委员会（英语：United Nations Commission on Science and Technology for Development）
- 麻醉药委员会（英语：United Nations Commission on Narcotic Drugs）
- 人口与发展委员会（英语：United Nations Commission on Population and Development）
- 森林论坛（英语：United Nations Forum on Forests）
- 社会开发委员会（英语：United Nations Commission for Social Development）
- 统计委员会（英语：United Nations Statistical Commission）
- 预防犯罪和刑事司法委员会（英语：United Nations Commission on Crime Prevention and Criminal Justice）

### 区域委员会
- 非洲经济委员会
- 欧洲经济委员会
- 拉丁美洲和加勒比经济委员会
- 亚洲及太平洋经济社会委员会
- 西亚经济社会委员会

## 专门机构
联合国专门机构是在联合国系统内开展工作的自治组织，它们向经济及社会理事会报告其活动，并通过经济与社会理事会与联合国的其他机构协调工作，除此之外基本保持独立运作。有的专门机构是在联合国成立前就已成立的，并在联合国成立后被纳入专门机构体系之中。
以下是向经社理事会报告的专门机构名单：
- 国际劳工组织
- 联合国粮食及农业组织
- 联合国教育、科学及文化组织
- 世界卫生组织
- 世界银行集团
  - 国际复兴开发银行
  - 国际开发协会
  - 国际金融公司
  - 多边投资保证机构（MIGA）
  - 国际投资争端解决中心
- 国际货币基金组织
- 国际民用航空组织
- 国际海事组织
- 国际电信联盟
- 万国邮政联盟
- 世界气象组织
- 世界知识产权组织
- 国际农业发展基金会（IFAD）
- 联合国工业发展组织（UNIDO）
- 聯合國難民署（UNHCR）
- 联合国环境规划署（UNEP）

## 其他机构
- 联合国森林问题论坛
- 审查联合国薪金、津贴及其他福利统一制度特设政府专家特别委员会等

## 外部連結
- 聯合國經濟及社會理事會 （页面存档备份，存于）

1. ↑  . intl.ce.cn.   [2022-12-10]. （原始内容存档于2022-12-10）.
2. ↑  Francis, Dennis. . New York City: UN GA President. 8 June 2024  [16 August 2024] –X.com.
3. ↑  . Dag Hammarskjöld Library.   [1 January 2024].
4. ↑  . Anadolu Agency. 8 June 2023  [1 January 2024]. （原始内容存档于2024-01-01）.